# Nuna 11s
Nuna 11s is de 16e editie zonneauto van het Brunel Solar Team. De zonneauto is een verbeterde versie van de voorganger, Nuna 11.
De vorm van de auto wordt gekenmerkt als een asymmetrische catamaran. Nuna 11s heeft slechts 3 wielen en er is plek voor één coureur.
Nuna 1 · Nuna 2 · Nuna 3 · Nuna 4 · Nuna 5 · Nuna 6 · Nuna 7 · Nuna 8 · Nuna 9 · Nuna 11s